# Black ivory
«Блэк а́йвори» (англ. black ivory «чёрная слоновая кость; чёрный бивень») — сорт кофе, производимый из зёрен арабики, пропущенных через пищеварительный тракт слонов. Производится в Таиланде и является самым дорогим сортом кофе в мире (порядка 2500 долларов США за килограмм).

## Переработка
По способу обработки «Блэк айвори» схож с маркой кофе «Копи Лювак», которая также позиционируется как элитная. Обработка кофейных зёрен в пищеварительном тракте связана с тем, что после попадания в желудок слона его желудочный сок, содержащий соляную кислоту, разрушает белок, придающий кофе горьковатый привкус. В итоге, по мнению дегустаторов, получается мягкий напиток без обычной для кофе горечи.
Слон переваривает зёрна за период времени от 15 до 30 часов вместе со своей обычной пищей — бананами, сахарным тростником и прочими компонентами слоновьего вегетарианского рациона. Во время переваривания зёрна пропитываются землистым и фруктовым запахом, проходя процесс естественной ферментации.
Чтобы получить один килограмм «Блэк айвори», необходимо скормить слону 33 килограмма свежих кофейных ягод. Большая часть зёрен пережёвывается, разламывается или теряется в высокой траве уже после испражнения.
Затем погонщики слонов собирают навоз животных, разминают его и выбирают из него кофе. Ягоды тщательно промывают и извлекают из них кофейные зёрна, которые впоследствии отвозятся для сушки в Бангкок.

## Цена и продажа
Данный сорт кофе предлагается в четырёх отелях сети Anantara на Мальдивах и на курорте Anantara Golden Triangle, расположенном в заповеднике на границе трёх государств — Таиланда, Мьянмы и Лаоса. Цена килограмма составляет 2500 долларов. Чтобы продемонстрировать свежесть продукта и привлечь новых покупателей, зерна кофе вручную перемалывают перед клиентом и затем варят напиток. Цена одной чашки такого кофе достигает 50 долларов.

## Благотворительность
Организация Golden Triangle Asian Elephant Foundation направляет 8% доходов от продаж на ветеринарную помощь слонам и закупку необходимых медикаментов. На данный момент фонд смог спасти 30 уличных слонов и дать работу погонщикам и их семьям. В будущем на средства от реализации сорта «Чёрный бивень» и из других благотворительных источников в Таиланде планируется построить новую лабораторию.